# Asikkalansaari (ö i Södra Savolax)
Asikkalansaari är en ö i Finland. Den ligger i sjön Petruma och i kommunen Heinävesi i den ekonomiska regionen  Nyslott  och landskapet Södra Savolax, i den sydöstra delen av landet, 300 km nordost om huvudstaden Helsingfors. Öns area är 0,8 hektar och dess största längd är 160 meter i sydöst-nordvästlig riktning.